# Andrée-Anne Dupuis-Bourret
Pour les articles homonymes, voir Dupuis et Bourret.
Andrée-Anne Dupuis-Bourret, née à Granby (Canada) le 3 avril 1978. 
Artiste contemporaine québécoise Ph.D en études et pratiques des arts de l’Université du Québec à Montréal (Canada). Elle a présenté son travail dans plusieurs expositions, symposiums et biennales au Canada ainsi qu'à l'étranger.
Dans ses livres d’artiste et ses installations, elle explore l'hybridité entre des techniques telles que l’infographie, la sérigraphie, la photographie, le dessin, l'animation et l'intégration du végétal. De 2007 à 2013, elle a animé plusieurs blogues, dont Le territoire des sens.
Depuis 2018, elle est professeure à l'École des arts visuels et médiatiques de l'UQAM.